# 桜井正貞
桜井 正貞／櫻井 正貞（さくらい まささだ）は、戦国時代の武将。毛利氏家臣。父は桜井広綱。兄は毛利元就の側近として活躍した桜井就綱。

## 出自
正貞が生まれた桜井氏は、河内国三島郡桜井村を名字の地とし、鎌倉時代末期から南北朝時代にかけての当主である桜井正綱は楠木正成に仕え、延元元年／建武3年（1336年）の湊川の戦いで主君と最期を共にした。
桜井正綱の三男で、正貞の高祖父にあたる桜井親政は湊川の戦い以前から毛利時親に仕えて越後国刈羽郡佐橋庄の奉行職を務めたが、毛利元春の安芸国高田郡吉田庄への下向に従っている。安芸国では高田郡多治比にあった竹長城を居城とし、桜井親政以降は桜井元通、広継、広綱、就綱と続いた。

## 生涯
安芸国高田郡吉田を本拠地とする国人・毛利氏の譜代家臣である桜井広綱の三男として生まれる。
大永2年（1522年）8月、毛利元就が山県少輔五郎と山県玄蕃允が籠城する安芸国山県郡壬生の壬生城を攻撃し、8月16日に壬生城方の山県元照が毛利軍に寝返ったことで大勝しているが、この時の戦いで父の広綱と長兄の二郎が戦死したため、次兄の就綱が家督を相続した。
年不詳だが、毛利氏家臣41名が記された具足注文において正貞の具足数は8両と記されている。
天文19年（1550年）7月12日から7月13日にかけて元就によって安芸井上氏が粛清された直後の7月20日に毛利氏家臣団238名が連署して毛利氏への忠誠を誓った起請文において、178番目に「櫻井三郎四郎」と署名した。
弘治3年（1557年）12月2日、防長経略が終わった後の毛利氏家臣239名が名を連ねて軍勢狼藉や陣払の禁止を誓約した連署起請文において、190番目に「櫻井三郎四郎」と署名する。
没年は不詳。
嫡男の桜井新左衛門は兄・就綱の長男である桜井新右衛門の後を継いでおり、次男の桜井八左衛門が元貞の後を継いだと思われる。